# Korrelationslänge
Die Korrelationslänge {\displaystyle \xi } ist ein Begriff aus der statistischen Mechanik. Er bezeichnet denjenigen Abstand zweier Teilchen, innerhalb dessen ihre Dynamik miteinander korreliert ist, also Gemeinsamkeiten in ihren zufälligen Schwankungen auftreten. Diese Gemeinsamkeiten äußern sich bei Korrelationen von messbaren Größen wie der Dichte oder der Magnetisierung. Diese Korrelationen kommen durch Interaktionen zwischen den Teilchen zustande, daher ist die Korrelationslänge auch ein Maß für die Reichweite dieser Interaktionen. Bei kontinuierlichen oder quantenmechanischen Systemen, bei denen keine diskreten Teilchen betrachtet werden, bezieht sich die Korrelationslänge einzig auf die gemessenen Größen an verschiedenen Orten.

## Mathematische Beschreibung
Mathematisch definiert man die Korrelationslänge über eine Korrelationsfunktion {\displaystyle G(r)} in Abhängigkeit vom Abstand {\displaystyle r}.
Betrachten wir eine Größe {\displaystyle a}, z. B. die Ausrichtung eines Spins, so gilt:
{\displaystyle G(r)=\langle \mathbf {a} (R)\cdot \mathbf {a} (R+r)\rangle \ -\langle \mathbf {a} (R)\rangle \cdot \langle \mathbf {a} (R+r)\rangle \,,}
wobei die spitzen Klammern für die Mittelung über alle Orte {\displaystyle R} stehen.
Oberhalb der Korrelationslänge ist
{\displaystyle r>\xi \Rightarrow G(r)\approx 0\,,}
es ist also praktisch keine Korrelation mehr vorhanden.
In vielen Fällen fällt die Korrelationsfunktion exponentiell mit dem Abstand ab:
{\displaystyle G(r)\propto \exp {\left(-{\frac {|r|}{\xi }}\right)}}
Ein anderes Modell für die Korrelationsfunktion ist die Gauß-Korrelation, bei der die Korrelation in Abhängigkeit vom Abstand in Form einer Gauß-Kurve abfällt:
{\displaystyle G(r)=\exp {\left(-\left({\frac {r}{\xi }}\right)^{2}\right)}}
Die einfachste Form der Korrelation ist die Dreieckskorrelation. Hierbei fällt die Korrelation bis zur Korrelationslänge linear von {\displaystyle 1} auf {\displaystyle 0} ab:
{\displaystyle G(r)=\left\{{\begin{array}{ll}1-{\frac {|r|}{\xi }}&|r|\leq \xi \\0&{\text{sonst}}\end{array}}\right.}

## Bei Flüssigkeiten
In Flüssigkeiten ist die Korrelationslänge normalerweise sehr klein (etwa 0,1 bis 1 nm). In der Nähe von Phasenübergängen (z. B. zwischen der flüssigen und der gasförmigen Phase) wächst sie aber stark an, so dass die Korrelationen hier makroskopische Größenordnungen erreichen.

## An kritischen Punkten
Das Verhalten der Korrelationslänge in der Nähe eines kritischen Punktes, z. B. einer kritischen Temperatur {\displaystyle T_{\mathrm {c} }}, kann durch ein Potenzgesetz ausgedrückt werden:
{\displaystyle \xi \propto |T-T_{\mathrm {c} }|^{-\nu }\,,}
wobei {\displaystyle \nu } ein kritischer Exponent ist, der für viele Systeme identisch und daher eine universelle Eigenschaft ist.
Nähert sich {\displaystyle T} immer mehr an {\displaystyle T_{\mathrm {c} }} an (egal ob von oben oder von unten), so geht {\displaystyle \xi } gegen unendlich und {\displaystyle G(r)} gegen 1:
{\displaystyle T\to T_{\mathrm {c} }\quad \Rightarrow \xi \to \infty \quad \Rightarrow G(r)\to 1\,.}
Daher ist sehr nahe dem kritischen Punkt die Korrelation über das gesamte System hinweg messbar. Das führt zu kritischen Phänomenen wie etwa der kritischen Opaleszenz, einer milchigen Eintrübung eines Stoffes am Übergang zwischen flüssigem und gasförmigen Zustand.